# 清水盛光
清水 盛光（しみず もりみつ、1904年12月25日 - 1999年1月16日）は、日本の社会学者。
愛知県渥美郡田原町出身。本籍・広島県。1931年九州帝国大学法文学部哲学科卒。九大助手を経て満鉄調査部に勤務し、「支那社会の研究」を発表。京都帝国大学人文科学研究所助教授、1949年京都大学人文科学研究所教授、58年「支那家族の構造」で京都大学文学博士。68年定年退官、名誉教授、関西大学教授、1974年松山商科大学教授、1977年駒澤大学教授。中国の社会関係の研究を行った。

## 著書
- 『支那社会の研究 社会学的考察』岩波書店 1939.
- 『支那家族の構造』岩波書店 1942
- 『中國族産制度攷』岩波書店 1949
- 『中国郷村社会論』岩波書店 1951
- 『家族』岩波全書 1953
- 『集団の一般理論』岩波書店 1971

### 共編
- 松崎鶴雄『詩経国風篇研究』田口稔共編 第一出版社 1937
- 『封建社会と共同体』会田雄次共編 創文社 1961
- 『封建国家の権力構造』会田雄次共編 創文社 1967

## 論文
- CiNii>清水盛光